# Gömmarbäcken

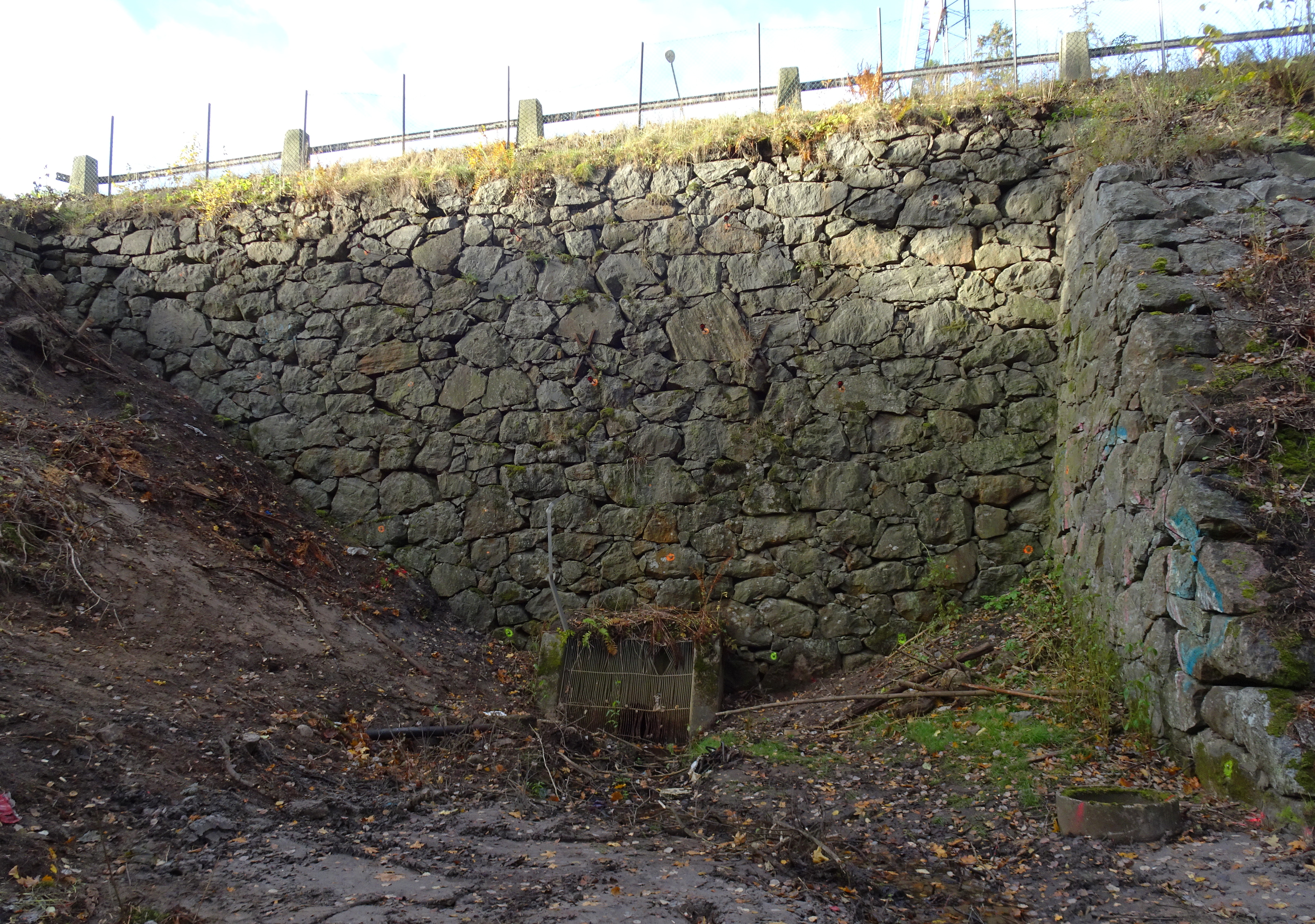
Gömmarravinen i höjd med E4/E20.

Gömmarbäcken är ett vattendrag i Huddinge kommun som rinner från ett sankmarksområde med fuktlövskog strax sydväst om sjön Gömmaren längs Gömmarravinen och ut i Vårbyfjärden i Östra Mälaren vid Vårby strandbad. Gömmarbäcken och Gömmarravinen är en del av Gömmarens naturreservat.
Gömmarbäcken är ca 1850 meter lång och rinner huvudsakligen genom skog fram till kulverten under Södertäljevägen. Bäcken har bitvis skurit en djup ravin genom grus- och sandmarken norr om Masmoberget, detta område kallas Gömmarravinen.  Ravinen har ett djup på närmare åtta meter och hör därmed till en av de djupaste i Stockholms län och på Södertörn.
Gömmarravinen sträcker sig från Vårby källa nästan ända upp till Gömmaren men är avbruten genom motorvägen E4/E20 (Södertäljevägen). När motorvägen planerades på 1950-talet befarade dåvarande ägaren av Vårby källa att källan kunde skadas av en utfyllnad av ravinen och man krävde att vägen skulle ledas på en viadukt över ravinen, vilket inte hörsammades.
Vårby källa matas dock inte av den intilliggande Gömmarbäcken utan från en utlöpare från Uppsalaåsen. Vattnet från Vårby källa har under lång tid använts av Wårby Bryggerier och den tidigare Vårby hälsobrunn.

## Bilder

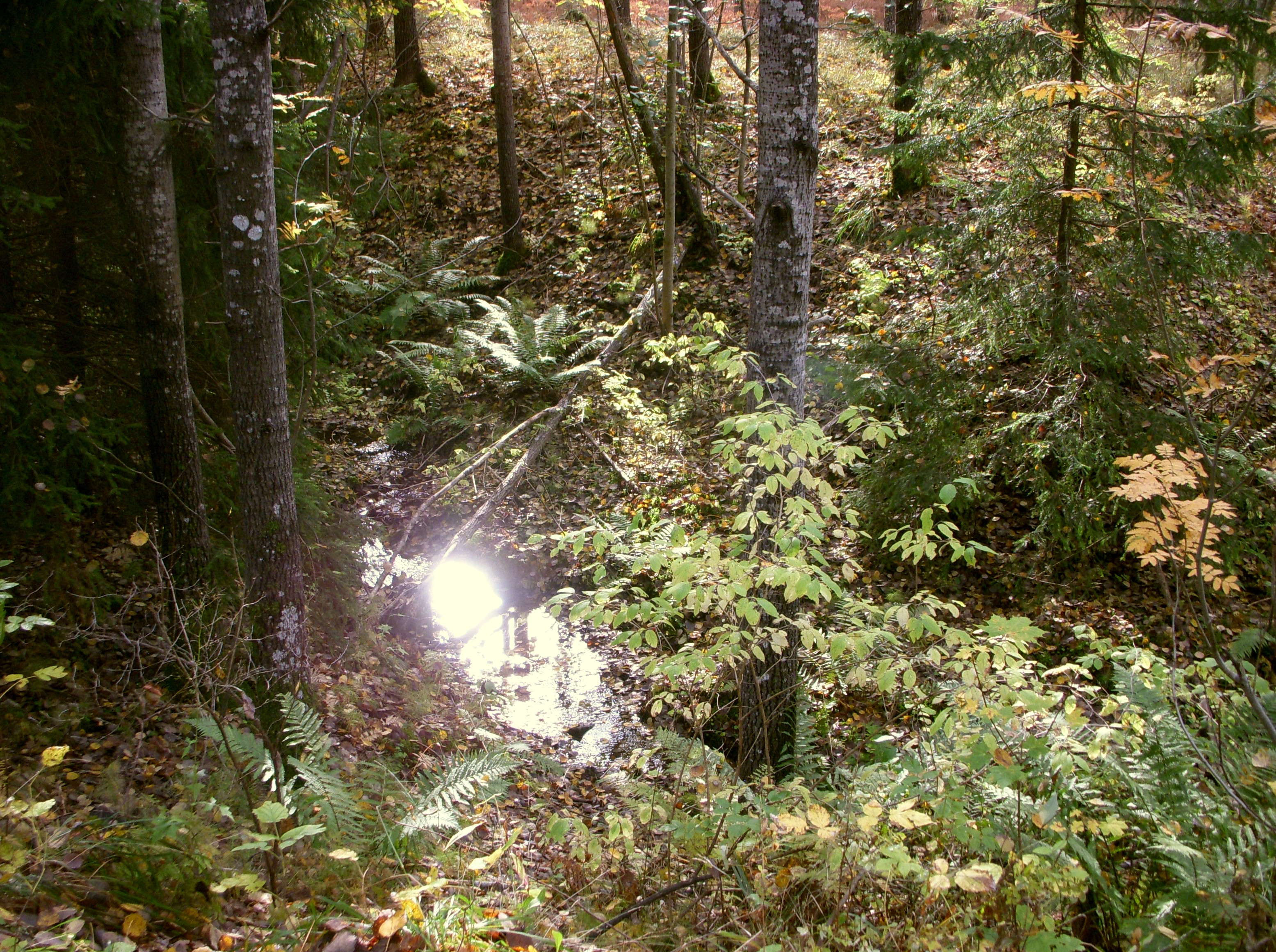
Gömmarbäcken och Gömmarravinen
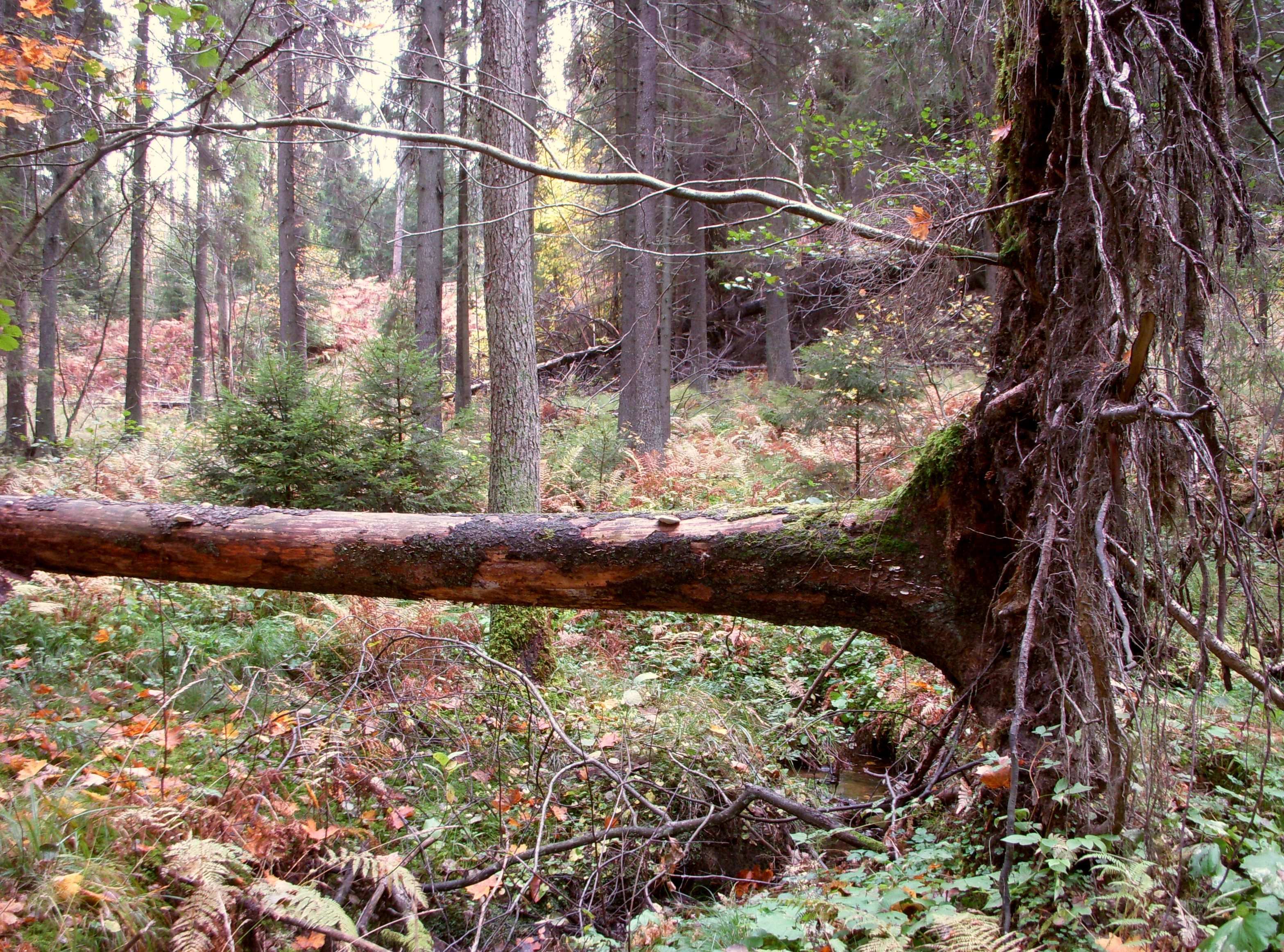
Gömmarravinen
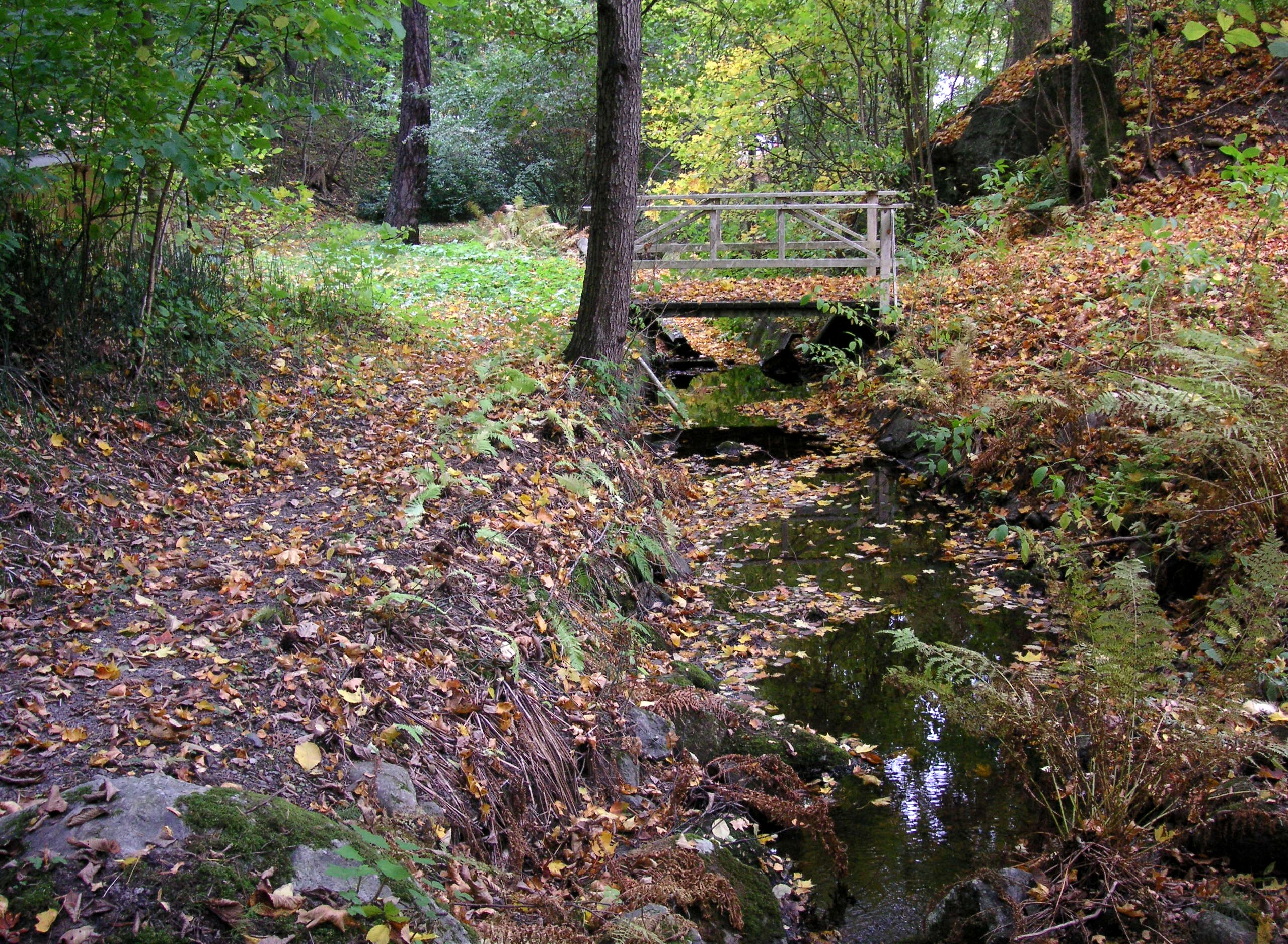
Gömmarbäcken vid Vårby källa
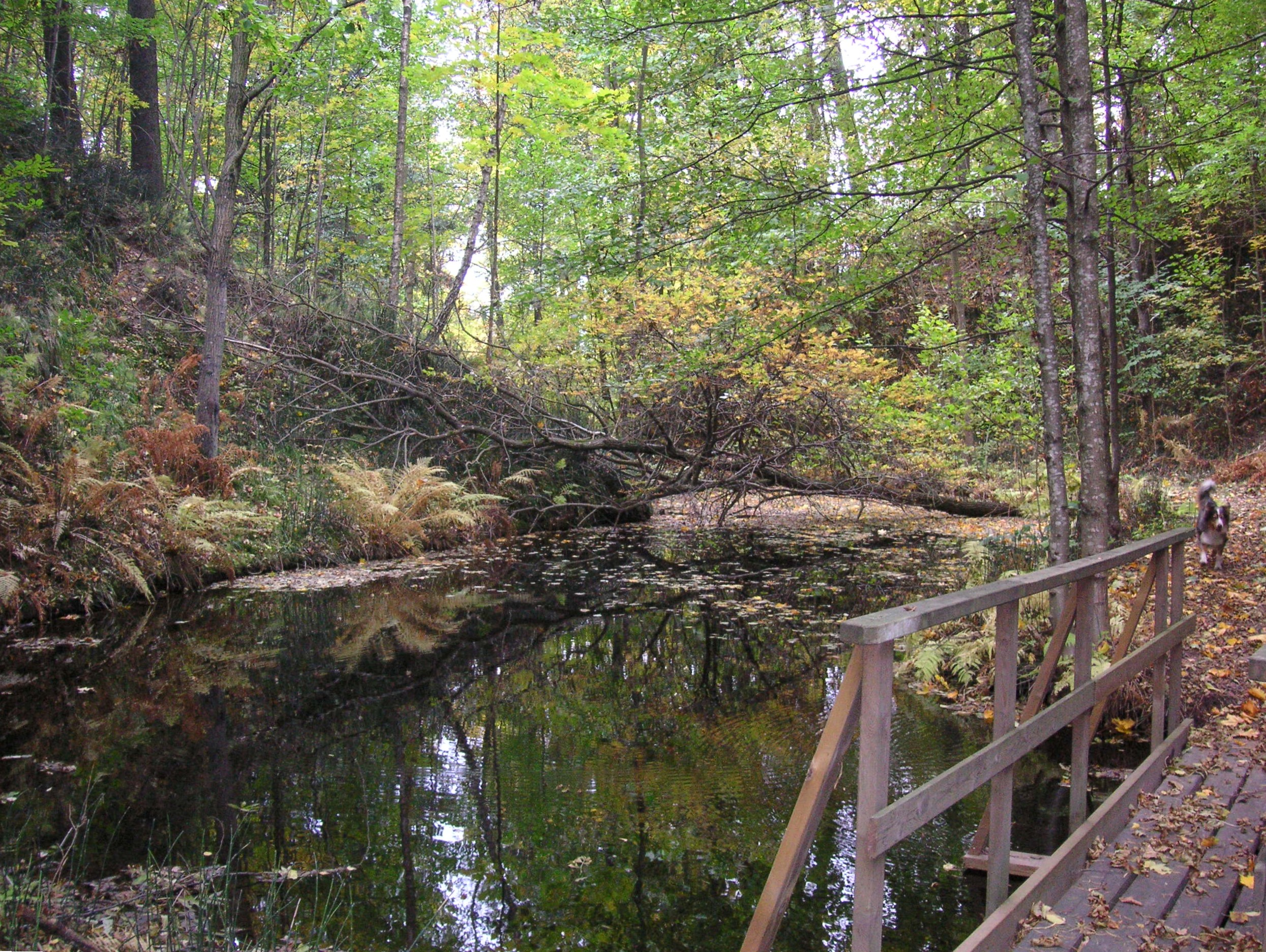
Gömmarbäcken vid Vårby källa